# Самостални референти
Самостални референти су српска музичка група из Београда. Њихов звук представља мешавину ска и панк музике, са израженим деоницама трубе, тромбона и саксофона, које су појачане виолином и хармоником. Тај свој звук описују као београдски турбо ска.

## Историја
Група је основана 1996. године.

## Чланови

### Садашњи
- Марко Николић (Реф) — гитара, вокал
- Јован Јанацковић (Јоцко) — бас-гитара, вокал
- Дражен Косановић (Жекс) — бубањ
- Бојан Лунг (Меда) — труба
- Огњен Чукић (Оги) [а] — тромбон
- Иван Платнер (Блатнер) — тромбон
- Иван Теофиловић (Чиверс) [б] — саксофон
- Милош Петровић (Мише) — виолина
- Младен Дренић (Маки) — виолина
- Марко Жуљ (Жуљко) — хармоника, клавијатуре

### Бивши
- Марко Јовановић (Артур) — клавијатуре
- Бранко Бјелица (Машин) — удараљке[5]
- Предраг Бојовић (Феф) — вокал

## Дискографија

### Студијски албуми
- (2011)
- Никад сам... Увек сасвим сам! (2023)

### Учешћа на компилацијама
- Асфалт у крви вол. 1 (2002) — песме Rocksteady, Тореадор и Лунгова
- Мочвара ожујак 2002. (2002) — песма Не разумеју
- : утицаји британске музике у Србији (2017) — песма